# Festival internacional de Cine de Lebu de 2025
La 25ª edición del Festival internacional de Cine de Lebu se celebró desde el 22 al 30 de mayo de 2025. Tuvo lugar en las comunas de Lebu y Concepción.
Las actividades de las bodas de plata del festival iniciaron 
el 22 de abril en la comuna de Lebu, la cual albergó al evento hasta el día 25. Desde el día 26 al 30, las actividades se trasladaron a Concepción.
Una novedad de esta edición es la renovación de la estatuilla del festival, que fue fabricada con materiales reciclados de embarcaciones en colaboración con la Academia de la Universidad del Biobío.

## Competencia Oficial

### Selección Oficial
Durante marzo, se confirmó la selección para las competencias Ficción regional, Documental regional y Pueblos originarios del mundo y Videoclip y en abril se dio a conocer la selección para Ficción internacional, Documental internacional, Animación internacional.
| Competencia Cortometraje Ficción Intenrnacional |
| - Ángulo Muerto de Cristian Beteta de España. - Anastasia de Timur Aslaev de Canadá. - El turno de la aullante de Bayron Norman de México. - Loc Sub Soare de Vlad Bolgarin de Moldavia. - Danka Priscilla Danka de Iñaki Velásquez de Chile. - Escuchar el espacio de Irina Saltykova de España. - Nasu no ushi de Chavo de Japón. - A good day will come de Amir zargara de Canadá. - Insalvable de Javier Marco de España. - Pasaka kaip gyvenimas de Rinaldas Tomaševičius de Lituania. - Le dernier dimanche de mai de Alejandro Bordier de Luxemburgo. - Izbor de Marko Crnogorski de Macedonia. - Sara de Ariana Andrade Castro de Perú. - El rey del tagadá de Daniel Riquelme Cortés de Chile. - And That's for This Christmas de Peter Vulchev de Bulgaria. - 47:10:00 de Serna Amini de Irán. - Tingfinder de Mads Koudal de Dinamarca. - L'acquario de Gianluca Zonta de Italia. - 3,400 KG de Atefeh Nafari de Irán. - Troleig de Luis Pérez Cuevas de España. - 82-92 de Laura Mendelzon de España. - Dominus Videt de José Vega de España. - La bouteille de Xavier Mesme de Francia. |
| Competencia Cortometraje Ficción Regional |
| - Marahoro de Sofía Rodríguez de Isla de Pascua. - Frascos vacíos de Guillermo Ribbeck de Valparaíso. - María Mar de Rocío Huerta de La Serena. - Lo que fue nuestro hogar de Angelo Lobos de Caleta Tumbes, Talcahuano. - Atajo de Benjamín Leiter de Caliboro. - El vuelo de Cristian Marambio de Pichilemu. - Desde tu sombra de Víctor Soto Castillo de Valparaíso. - Dos horas de Valentina Cabeza de Valparaíso y de Viña Del Mar. - Sin ti de Dennise Raymond de Valparaíso. - Ser un niño de María Carolina Quintana de Graneros. - Una calurosa tarde de verano de Joaquín Campos Astroza de Curacaví. - Ungida de Argenis Herrera Sánchez de Codegua. - Catastro de predios de Gianfranco Raglianti Borbolla de Lebu. |
| Competencia Cortometraje Documental Regional |
| - La casa, el lago y el trigo de María Rojas Olivares de Las Cabras. - Los brotes de fuego de Matías Mellado de La Araucanía. - 43 días en la oscuridad de Juan Palma Bañados de Curanilahue. - Dresden a un respiro de Juan Fernández de Isla Robinson Crusoe. - Mujeres y territorio: Historia de la resistencia de mujeres de Arica en dictadura de Alejandra Andino de Arica. - Don Nadie de Juan Pablo Silva Zenteno y Scarleth Reyes Torres de Concepción. - Camino al cine reconocí los restos de lo que alguna vez hubo de Esteban Molina Soto de Cañete - Raíces en comunión de Ian Aliaga de Pucalán. - Memorias de un desconocido de Mijael Milies de Coquimbo. - Vasos rotos de José Pérez de Concón. |
| Competencia Cortometraje Pueblos Originarios del Mundo |
| - Viente de luna de Liliana K'an de México. - Recuerdo de Orian Dorais de Panamá. - Mariem de Javier Corcuera de España. - Ngoor Gayan de Jan Beltrán de España. - Whakapapa de Matías Fabro de Nueva Zelanda. - The maloca of the Matsés de Samuel Bravo de Chile. - Colombia Nativa de Tomás Díaz de Colombia. - Rakizuam poético de Gloría Lepilaf Ñonque de Angélica Beltrán Barraza de Chile. |